# El Rojo Norte
El Rojo Norte é um cone de cinza nos Andes, construído em cima de detritos de vulcão na bacia de Lauca, (na comuna de Putre, Região de Arica e Parinacota)
O cone tem 150 metros (490 pé) de altura e 300 metros (980 pé) de largura em seu pé. Seu perfil foi reduzido pela erosão; o cone fica em um montículo andesito. Um fluxo de lava contendo máfica andesita está associado ao cone. Depósitos freatomagmática também são encontrados.
O cone é formado por escória avermelhada. Suas rochas são andesita basáltica. Foi erupcionado há 3,1 ± 0,2 milhões de anos atrás com base em datação de potássio-argônio. Outras datas são 3,05 ± 0,22, 3,35 ± 0,16 e 2,34 ± 0,16 mya. A idade que está correta não é clara, mas o cone é parcialmente enterrado pelo velho Lauca-Pérez ignimbrito 2.62 mya, indicando que é mais antigo que este ignimbrito.